# Poemenesperus voluptuosus
Poemenesperus voluptuosus es una especie de escarabajo longicornio del género Poemenesperus, tribu Tragocephalini, subfamilia Lamiinae. Fue descrita científicamente por Thomson en 1857.
Se distribuye por Gabón. Mide aproximadamente 15 milímetros de longitud.